# Jon Østeng Hov
Jon Østeng Hov (23. ledna 1936 – 29. března 2019) byl norský fotograf a spisovatel. Byl známý svými fotografiemi květin a přes třicet let působil jako fejetonista v novinách Adresseavisen.
Hov byl čestným členem Norské společnosti pro ochranu přírody a v roce 2005 byl vyznamenán titulem rytíř I. třídy řádu svatého Olafa.
Jon Østeng Hov zemřel 29. března 2019 ve věku 83 let.